# Yŏllyŏsil kisul
Le Yŏllyŏsil kisul (연려실기술) est une encyclopédie coréenne publiée par Yi Kŭng-ik. 
Contrairement au d'autres travaux de la même époque comme le Haedong yŏksa ou le Sŏngho saesŏl, le Yŏllyŏsil kisul se concentre sur la dynastie des Yi de leur prise de pouvoir jusqu'à la fin du règne Sukjong en 1720, et opte pour une approche narrative qui traite consécutivement chaque règne. Aucun commentaire de l'auteur n'est décelable dans le texte, et Yi Kŭng-ik a recours à de nombreuses citations pour selon lui « laisser les faits parler pour eux-mêmes ». Une série d'addenda complète cette narration pour préciser des biographies, des relations diplomatiques, ou indiquer des phénomènes astronomiques.

## Sources